# Habsburg (Suíça)
Habsburg é uma comuna da Suíça, situada no distrito de Brugg, no cantão de Argóvia. Tem 223 km² de área e sua população em 2018 foi estimada em 440 habitantes.